# Calle García de Vinuesa
La calle García de Vinuesa , antigua calle de la Mar, es una vía pública de la ciudad española de Sevilla, que une la avenida de la Constitución con la calle Arfe, en el barrio de El Arenal.

## Denominación
Fernando III, tras la conquista de la ciudad en 1248, asentó en esta zona a las gentes relacionadas con el mundo del río y de la mar y así desde el siglo XIII se conocía a esta calle y al barrio (el Arenal) como de la Mar. En 1866 se le dio su nombre actual, en recuerdo de Juan José García de Vinuesa, que fue alcalde de la ciudad entre 1859 y 1865, que falleció ese año en una epidemia de cólera y que tenía su residencia en esta calle.

## Historia

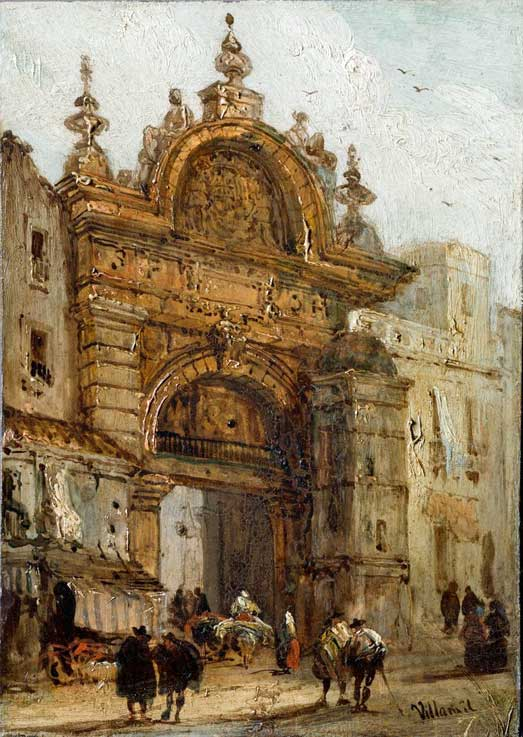
Puerta del Arenal (Sevilla) por Jenaro Pérez Villaamil, Museo Nacional del Prado

La calle discurre por lo que era un antiguo brazo del Guadalquivir que procedente de la Barqueta, bajaba hasta la Alameda de Hércules avanzaba por la actual Sierpes y avenida de la Constitución para girar aquí por García de Vinuesa y unirse al otro brazo del río a la altura aproximada de la plaza de toros de la Maestranza.
Cegado este brazo secundario del río durante la época visigoda, nació la calle en el antiguo cauce y se convirtió en el nexo de comunicación entre el puerto, motor económico de la ciudad y el centro comercial que se ubicaba en torno a las gradas de la catedral. La calle desembocaba en la muralla de la ciudad, en concreto en la puerta del Arenal que se demolió en 1864.
Diego Ortiz de Zúñiga en su obra Anales de Sevilla menciona una grave inundación en 1403, en que reproduciendo a Juan de Mariana dice: "fueron grandísimas las inundaciones de muchos ríos de España, por lo exorbitante de las lluvias; en Guadalquivir fue terrible, y que anegó la mayor parte de la ciudad, no bastando los muchos reparos con que estaba prevenida, porque rompió la agua entrando por la puerta del Arenal, y calle de la Mar, y llegó hasta el templo parroquial de San Miguel". Esta iglesia se encontraba aproximadamente a un kilómetro del inicio de la calle.

### Citas literarias
Francisco de Quevedo menciona esta calle en su novela picaresca La vida del Buscón en un encuentro violento de este con la ronda nocturna:

Con esto, salimos de casa a montería de corchetes. Yo, como iba entregado al vino y había renunciado en su poder mis sentidos, no advertí al riesgo que me ponía. Llegamos a la calle de la Mar, donde encaró con nosotros la ronda.
Libro Tercero Capítulo X de Historia de la vida del Buscón de Francisco de Quevedo

## Edificios singulares
- Edificio esquina con avenida de la Constitución obra de Aníbal González, sede de una entidad financiera.
- Casa del número 16, obra de Juan Talavera y Heredia.
- Casa número 52 de Antonio Arévalo.

Como establecimientos tradicionales que perduran en la actualidad destacan la bodeguita Morales abierta en 1850 y Bodega Díaz-Salazar de 1908 y el hotel Simón, uno de los más antiguos de la ciudad, construido en un edificio del siglo XVIII.